# Rue du Cygne
La rue du Cygne est une voie, ancienne, du 1er arrondissement de Paris, en France.

## Situation et accès
La rue, qui fait partie du 1er arrondissement quartier des Halles, d'une longueur de 200 mètres, débute au 59, boulevard de Sébastopol et se termine au 8 bis, rue de Turbigo et 28, rue Mondétour.
La rue du Cygne est desservie par la ligne ligne 4 à la station de métro Étienne Marcel.

## Origine du nom

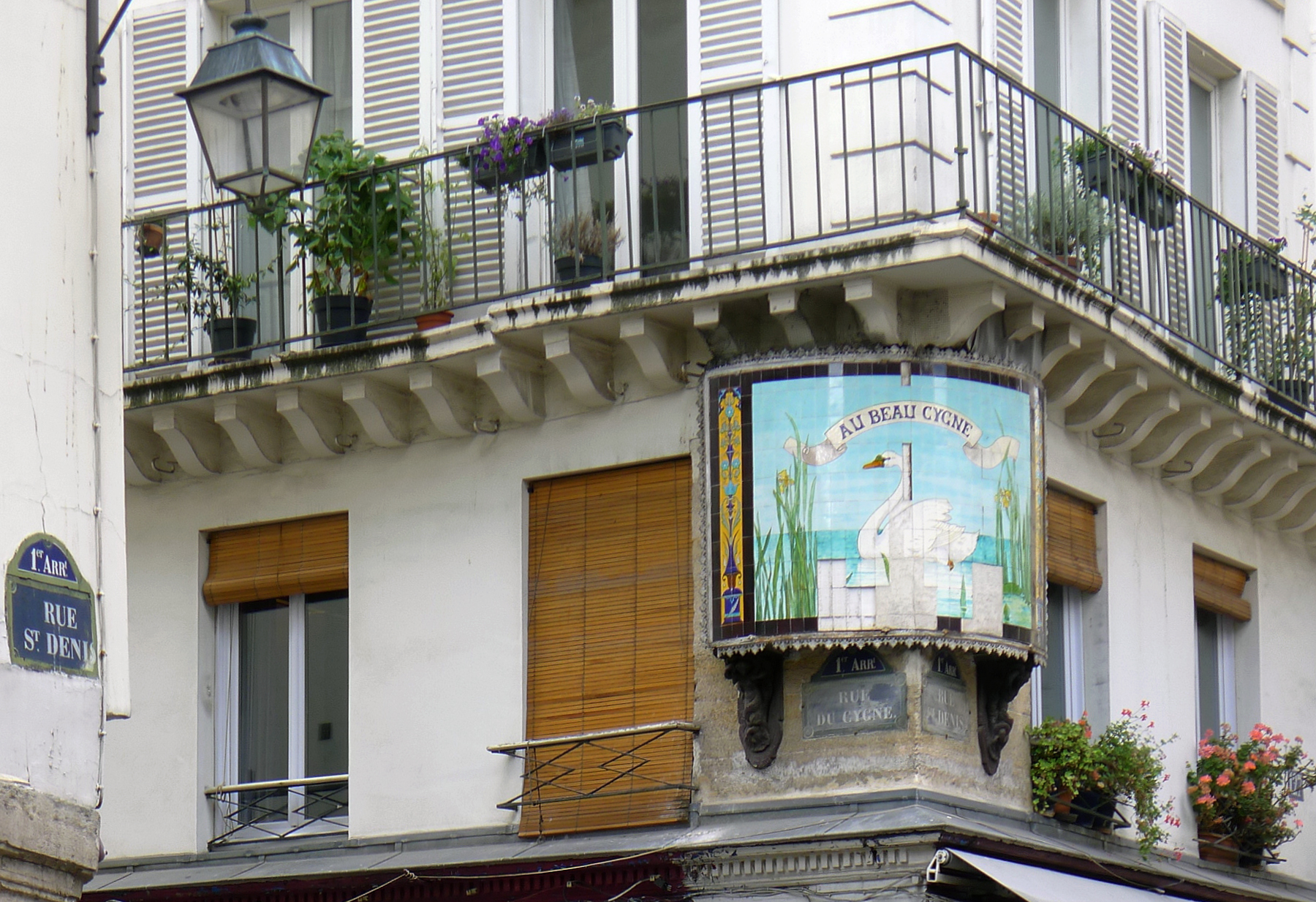
Enseigne actuelle Au beau cygne.

La rue doit son nom à une enseigne car, au XIIIe siècle, on connaissait la « Maison o Cingne ». Une enseigne plus récente représentant un cygne figure aujourd'hui à l'angle de la rue Saint-Denis.

## Historique
Plusieurs titres consignés dans le cartulaire de Saint-Magloire permettent d'affirmer que cette rue existait au XIIIe siècle et qu'elle a été entièrement construite en 1280. Une « Maison o cingne » était connue depuis la fin du XIIIe siècle. 
Elle est citée dans Le Dit des rues de Paris, de Guillot de Paris, sous le nom « rue o Cingne ».
Le nom « rue au Cygne » est indiqué dans un rôle administratif de l'année 1313.
Elle est citée sous le nom de « rue du Cigne » dans un manuscrit de 1636 dont le procès-verbal de visite, en date du 22 avril 1636, indique qu'elle est « orde, boueuse, avec plusieurs taz d'immundices ».
Une décision ministérielle à la date du 13 vendémiaire an X (5 octobre 1801) signée Chaptal fixe la largeur de cette voie publique à 7 mètres. Par ordonnance royale du 16 mai 1836, sa largeur est portée à 10 mètres.
En 1817, la rue du Cygne, d'une longueur de 102 mètres, commençait aux 179-181, rue Saint-Denis et finissait aux 26-28, rue Mondétour. Elle était située dans l'ancien 5e arrondissement dans le quartier Montorgueil.

Les numéros de la rue étaient rouges. Le dernier numéro impair était le no 25 et le dernier numéro pair était le no 28.
À la suite du percement du boulevard de Sébastopol en 1858, Haussmann fait prolonger la rue jusqu’au boulevard.
Cette partie prolongée longe l'église Saint-Leu-Saint-Gilles remaniée à cette date.

## Pour approfondir